# Bothriechis lateralis
Espèce
Synonymes
- Bothrops lateralis (Peters, 1862)

Statut de conservation UICN

 LC  : Préoccupation mineure
Bothriechis lateralis ou vipère des palmiers ou vipère à bande latérale est une espèce de serpents de la famille des Viperidae.

## Répartition
Cette espèce se rencontre :
- au Nicaragua ;
- au Costa Rica ;
- au Panama.

## Description

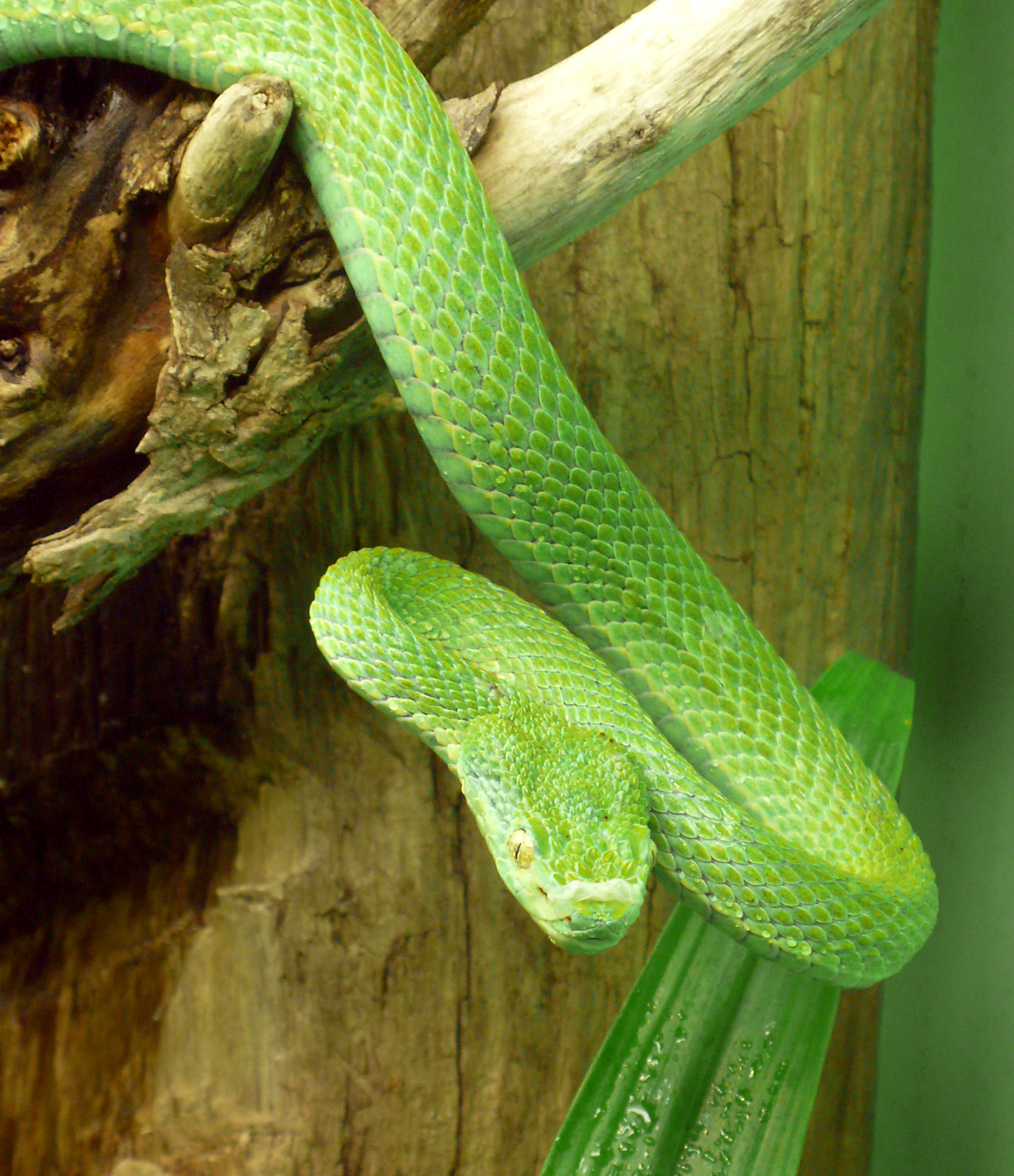

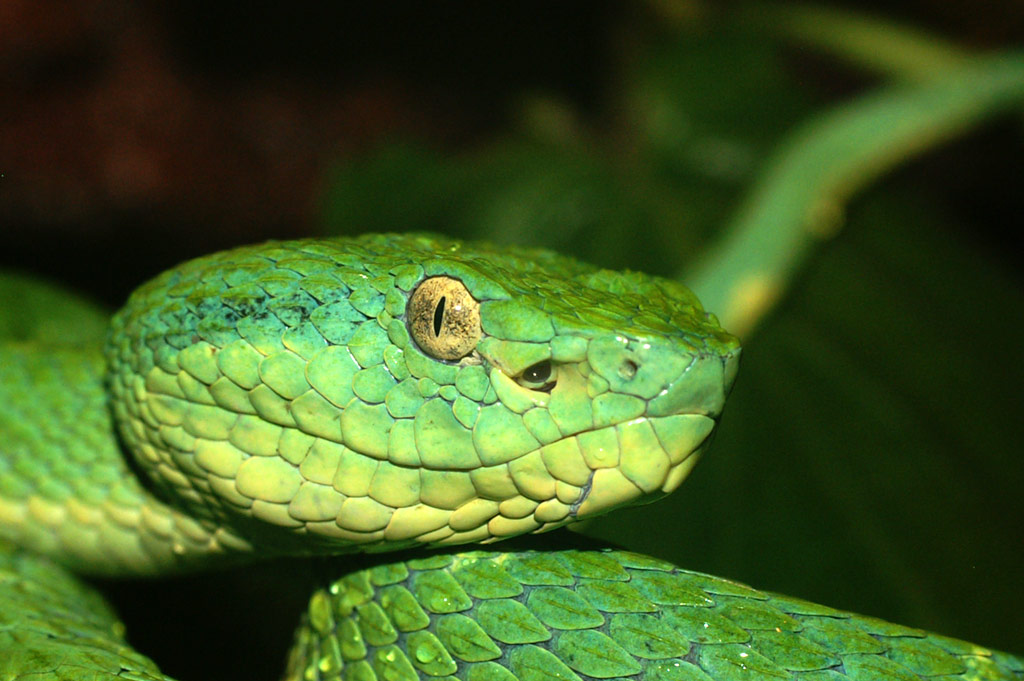

C'est un serpent venimeux. Les spécimens adultes atteignent en moyenne 80 cm, au maximum 1 mètre. Ils possèdent une queue préhensile qui les aide à se déplacer dans les arbres où ils vivent.

Ces serpents sont vert émeraude tirant parfois sur le bleu, avec parfois de fines bandes jaunes. Le dessous est blanc-beige voire blanc-jaune. La tête est verte, avec des iris jaunes. Les jeunes sont en général plus sombres, marron avec des marques sombres.
Il semble qu'en captivité les adultes deviennent bleutés, bien que cette couleur se rencontre également dans la nature.

## Publication originale
- Peters, 1862 : Über die craniologischen Verschiedenheiten der Grubenottern (Trigonocephali) und über eine neue Art der Gattung Bothriechis. Monatsbericht der Königlich-Preussischen Akademie der Wissenschaften zu Berlin, vol. 1862, p. 670-674 (texte intégral).